# 临河里站
臨河里站是一个位于中国北京市通州区梨园镇与玉桥街道交界京塘路近梨园主题公园，属于北京地铁八通线的地铁车站，2003年12月27日随八通线启用。

## 位置
这个站位于九棵樹東路南面，梨園南路西北面。

## 车站结构

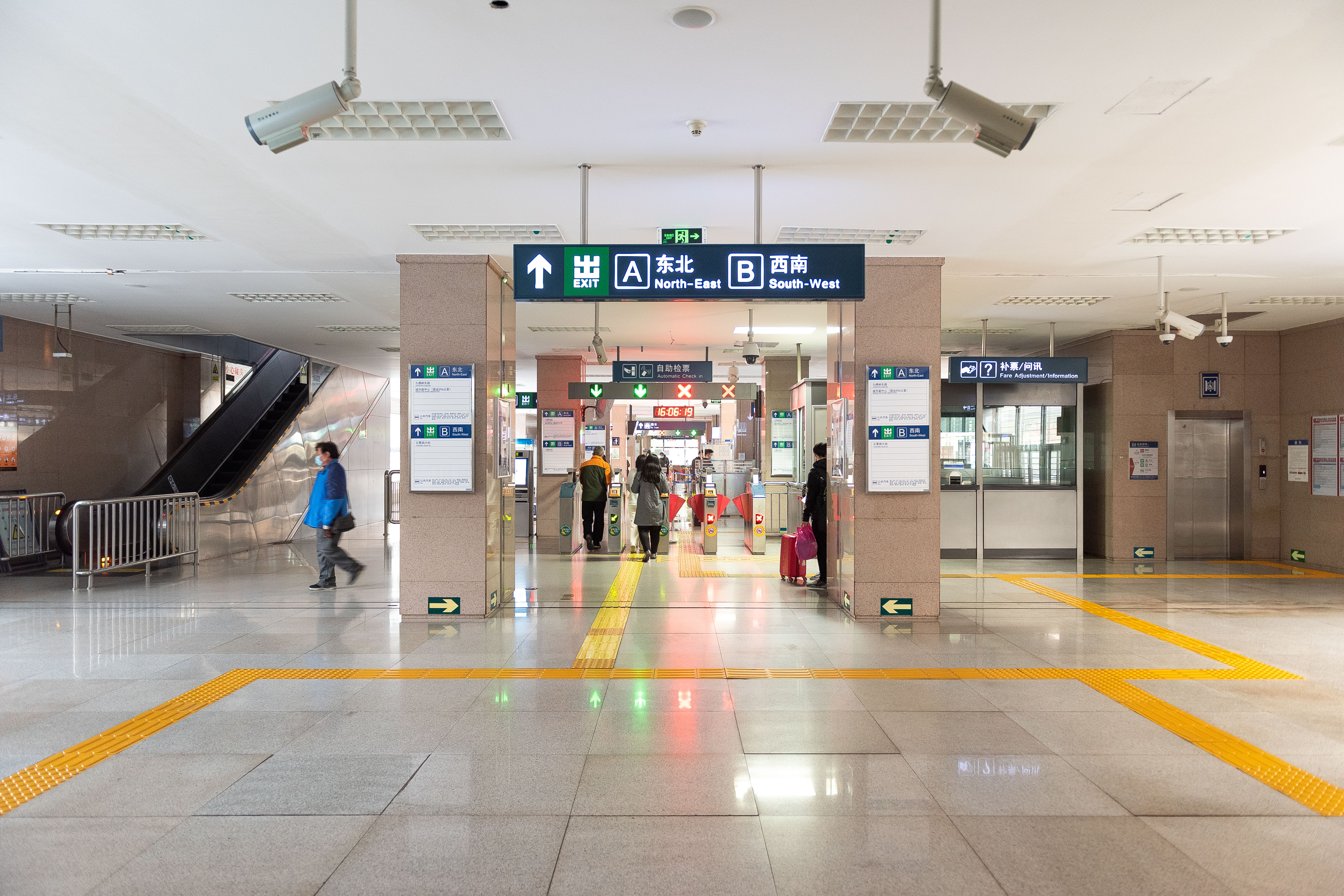
站厅

### 车站楼层
| 地上二层 站台层 | 側式月台，右側開门              | 側式月台，右側開门                          |
| 地上二层 站台层 | █ 八通线往古城（1号线）（梨园） |                                             |
| 地上二层 站台层 | █ 八通线往环球度假区（土桥）    |                                             |
| 地上二层 站台层 | 側式月台，右側開门              |                                             |
| 地上一层 站厅层 | 站厅                            | A-B出入口、客务中心、自动售票机、进出站闸机 |

## 出口
这个地铁站一共有4个出口：西北，西南，東北，東南

|                           |            |                  |      |            |
| 编号                      | 指示       | 建议前往的目的地 | 照片 | 无障碍设施 |
| 出口 · A                  | 九棵树东路 |                  |      |            |
| 出口 · B · 无障碍通道标志 | 九棵树东路 |                  |      |            |
| 註： 設有                 |            |                  |      |            |

## 圖片庫
- 安装屏蔽门前的临河里站站台
（2010年5月摄）
- 临河里站外围
（2013年10月摄）
- 地道入口
（2013年10月摄）
- 加装屏蔽门后的站台
（2013年10月摄）